# Anonieme Overeters
Anonieme Overeters (Engels Overeaters Anonymous, O.A.) is een zelfhulpgroep voor mensen met een eetstoornis, zoals Anorexia nervosa, Boulimia nervosa, eetbuistoornis (binge eating disorder), eetverslaving of een van de gevolgen daarvan, obesitas. De deelnemers werken aan het twaalfstappenprogramma en het toepassen van de Twaalf Tradities. De bijeenkomsten en andere hulpmiddelen voorzien een gemeenschap van mannen en vrouwen die ervaringen, kracht en hoop met elkaar delen en die elkaars anonimiteit respecteren. De effectiviteit van deze behandeling, die ook toegankelijk is voor mensen zonder medische diagnose, is moelijk in te schatten omdat er te weinig onderzoek naar is gedaan.

## Geschiedenis
Het twaalfstappenprogramma zoals dat voor de Anonieme Alcoholisten werd ontworpen wordt sinds 1960 ook door de Anonieme Overeters toegepast. Daarbij moet het woord alcohol vervangen worden door voedsel en alcoholisme door dwangmatig overeten. Het programma wordt toegepast bij patiënten die lijden aan dwangmatig eetgedrag. OA werd in januari 1960 opgericht door Rozanne S. en twee andere vrouwen. Rond 2018 bezoeken tienduizenden deelnemers ongeveer 6,500 groepsbijeenkomsten in tientallen landen.

## Instanties
Het twaalfstappenprogramma (in de verslavingszorg ook wel Minnesota-model genoemd) dat door de Anonieme Overeters wordt gebruikt wordt genoemd door een aantal hulpverleningsinstanties die zich met eetstoornissen bezighouden. Eenentwintig procent van de professionele hulpverleners blijkt geïnteresseerd te zijn in deelname aan zelfhulp van zijn/haar patiënt.

## Opzet
De Anonieme Overeters is een zelfstandige organisatie, waarvan het algemene beleid vormgegeven wordt door de 12 tradities. "Beslissingen die de afzonderlijke groepen betreffen, worden genomen door consultatie van de groep zelf. (Twaalfstappenprogramma)" De Anonieme Overeters organiseren groepsbijeenkomsten, waarin de deelnemers hun verhaal “delen”, waarbij er naar elkaars verhaal geluisterd wordt. De gemeenschappelijke wens om van het dwangmatig eetgedrag af te komen brengt de deelnemers bij elkaar. Ze respecteren elkaars anonimiteit. Zelfhulpgroepen - in de betekenis van georganiseerde groepsbijeenkomsten - kunnen voor, tijdens of na een professionele behandeling een zinvolle rol spelen.

## Ervaringsdeskundigen
De “leden” van Anonieme Overeters weten als geen ander hoe het is om een eetprobleem te hebben. Ze “hebben er immers ook mee te kampen of te kampen gehad”. Ze kunnen derhalve ervaringsdeskundigen genoemd worden.
Er is onderzoek gedaan, waaruit naar voren komt dat patiënten vaak kiezen voor zelfhulp samen met andere ervaringsdeskundigen naast of in plaats van de hulp van professionals die geen Eigen ervaring met het ziektebeeld hebben.

## Kritiek

### Hoofdpunten
Het twaalfstappenprogramma dat door de Anonieme Overeters wordt gebruikt, wordt op verschillende manieren toegepast: Door de (autonome) organisatie OA zelf, maar ook door hulpverleningsinstituten die de tekst overnemen en de methode naar eigen goeddunken toepassen. Er zijn derhalve veel verschillende manieren waarop het programma wordt gebruikt. Daarom is het “moeilijk om in algemene zin iets te zeggen over de effectiviteit van twaalfstappenprogramma’s”. Anonieme Overeters doet door middel van enquêtes wel zelf onderzoek naar de effectiviteit van het programma.
Er zijn verschillende auteurs, die stellen dat het twaalfstappenprogramma een uitgesproken christelijk-religieus programma zou zijn. De reden hiervoor is, dat de oorspronkelijke documenten van de Anonieme Alcoholisten religieus overkomen. Als deze documenten louter theoretisch worden uitgelegd, krijg je al snel de indruk dat het een religieuze organisatie betreft. In de praktijk zijn de Anonieme Overeters niet religieus: De bijeenkomsten zijn toegankelijk voor alle gezindten en denkrichtingen, maar er wordt wel gestreefd naar “spiritueel ontwaken” om na te gaan in hoeverre elementen uit de spiritualiteit kunnen helpen bij de geestelijke ontwikkeling, die noodzakelijk is voor het overwinnen van een verslaving of eetstoornis.  De deelnemer moet wel open staan voor deze spirituele insteek.